# Umbonulidae
Umbonulidae é uma família de briozoários pertencentes à ordem Cheilostomatida.
Géneros:
- Aegyptopora Ziko, 1988
- Astochoporella Hayward & Thorpe, 1988
- Desmacystis Osburn, 1950
- Escharopsis Verrill, 1879
- Oshurkovia Grischenko & Mawatari, 2005
- Posterula Jullien, 1903
- Rhamphostomella Lorenz, 1886
- Scorpiodina Jullien, 1886
- Trigonopora Maplestone, 1902
- Umbonula Hincks, 1880